# 今夜もラジオ!ハッピーナイト
今夜もラジオ!ハッピーナイト（こんやもラジオ ハッピーナイト）は、1987年10月5日から1988年9月29日まで、TBCラジオ（東北放送）で放送されていたラジオ番組。パーソナリティは福井弘文（当時東北放送アナウンサー）。
「ハッピーナイト」は月曜日から木曜日までの放送で、金曜日は橋本俊一（当時東北放送アナウンサー）がパーソナリティの「今夜もラジオ!プレイナイト」（こんやもラジオ プレイナイト）が放送されていた。本項ではこの両者について説明。

## 概要
1987年10月2日で終了した若者向け番組『ラジオはAM翔んでけ電波』（ラジ電）に代わるTBCラジオの夜ワイド番組。ハッピーナイトのパーソナリティはそのラジ電のパーソナリティでもあった福井弘文。前番組のラジ電と違って対象リスナー年齢を高めのアダルト層に設定し、放送時間が3時間（1987年10月〜1988年3月）の当時は前半をニュースワイドスタイルの各種情報中心、後半をリスナーからのリクエストに応えたりなどの音楽・バラエティ中心の構成。その日一日を振り返りながら明日のための情報をリスナーに提供するということが主な内容の番組であった。1988年4月以降のプロ野球開幕後はプロ野球ナイター、スポーツ情報を多くタイムテーブルに取り入れて放送されていた。
本番組が1年で終了した後、1988年10月からは月曜日から木曜日までの枠で『男女りすなぁ若者語』がスタートし、ラジ電終了以来1年ぶりに夜の若者向けワイド番組が復活している。なお1988年10月からの金曜日のこの枠は『電でん電リク 今夜もアダルト』（パーソナリティ：船坂徐郭、佐藤悦子）がスタートしてアダルト層向け番組枠が継続されている。

## 放送時間
「ハッピーナイト」「プレイナイト」共通
- 月曜日 - 金曜日 20:00 - 23:00 （1987年10月 - 1988年3月）
- 月曜日 - 金曜日 21:00 - 23:00 （1988年4月 - 1988年9月）

## タイムテーブル
（）

### 1987年10月 - 1988年3月 (月 - 木 ハッピーナイト)
- 20:00 - きょうの音
- 20:02 - きょうのニュースから
- 20:11 - きょうの主役
- 20:20 - きょうのYEN・＄＆株価
- 20:25 - ワンス・アポンナ・タイム
- 20:29 - スポットニュース
- 20:31 - スポットライト
- 21:00 - ホットリポート
- 21:14 - 井戸端ニュース
- 21:23 - あすにご期待
- 21:29 - スポットニュース
- 21:31 - ききもの傑作館
- 21:45 - イエスタディ・ワンスモア
- 21:56 - スポットニュース
- 22:00 - フリーコーナー
- 22:15 - 杉山清貴 ロッテリア・サウンドウェーブ （TBSラジオ制作）
- 22:27 - 情報パック
- 22:30 - スポットニュース
- 22:32 - オフレコないしょ話
- 22:42 - 世界の街角から
- 22:45 - アメリカン・ポップ・100
- 22:56 - スポットニュース・エンディング

### 1987年10月 - 1988年3月 (金曜 プレイナイト)
- 20:00 - きょうの音
- 20:02 - きょうのニュースから
- 20:11 - きょうの主役
- 20:20 - きょうのYEN・＄＆株価
- 20:25 - スポーツピックアップ（金）
- 20:29 - スポットニュース
- 20:31 - 金曜特集 Sendai-Tokyo Hot Line（金）
- 20:51 - 今週のニューディスク
- 20:59 - スポットニュース
- 21:00 - 夢先案内・旅とグルメ
- 21:20 - あの日あの時こんな曲
- 21:29 - スポットニュース
- 21:30 - おもしろ宮城なんでも百科
- 21:40 - 情報パック
- 21:50 - ラジオでデート
- 21:59 - スポットニュース
- 22:00 - 世界の街角から
- 22:15 - 杉山清貴 ロッテリア・サウンドウェーブ
- 22:24 - スポットニュース
- 22:25 - シック・ワンダーランド[注釈 1]
- 22:55 - スポットニュース
- 22:57 - 夜景百景

### 1988年4月 - 1988年9月 (月 - 木 ハッピーナイト)
- 21:00 - きょうの音
- 21:03 - 河北新報ニュース
- 21:06 - スポーツ・きょうの結果
- 21:09 - きょうのYEN・＄＆株価
- 21:13 - ナイターきょうの勝因・敗因
- 21:20 - Sendai-Tokyo Hot Line（月曜）／スポットライト（火～木）
- 21:31 - 河北新報ニュース
- 21:36 - 情報パック
- 21:45 - 井戸端ニュース
- 21:51 - ナイターきょうの勝因・敗因
- 22:00 - 世界の街角から
- 22:09 - アメリカン・ポップ・100
- 22:17 - 杉山清貴 ロッテリア・サウンドウェーブ
- 22:27 - ナイターきょうの勝因・敗因
- 22:32 - 河北新報ニュース
- 22:37 - ナイターきょうの勝因・敗因
- 22:42 - ききもの傑作館

### 1988年4月 - 1988年9月 (金曜 プレイナイト)
- 21:00 - きょうの音
- 21:04 - 河北新報ニュース
- 21:09 - きょうのYEN・＄＆株価
- 21:15 - ナイターきょうの勝因・敗因
- 21:24 - 今週のニューディスク
- 21:30 - 世界の街角から
- 21:40 - アルバムフラッシュ
- 21:55 - ナイターきょうの勝因・敗因
- 22:00 - 国分町サイクロン
- 22:20 - ナイターきょうの勝因・敗因
- 22:23 - 杉山清貴 ロッテリア・サウンドウェーブ
- 22:33 - 河北新報ニュース
- 22:37 - ナイターきょうの勝因・敗因
- 22:44 - 情報パック
- 22:51 - ナイターきょうの勝因・敗因
- 22:56 - 河北新報ニュース